# قائمة البعثات الدبلوماسية في تشيلي

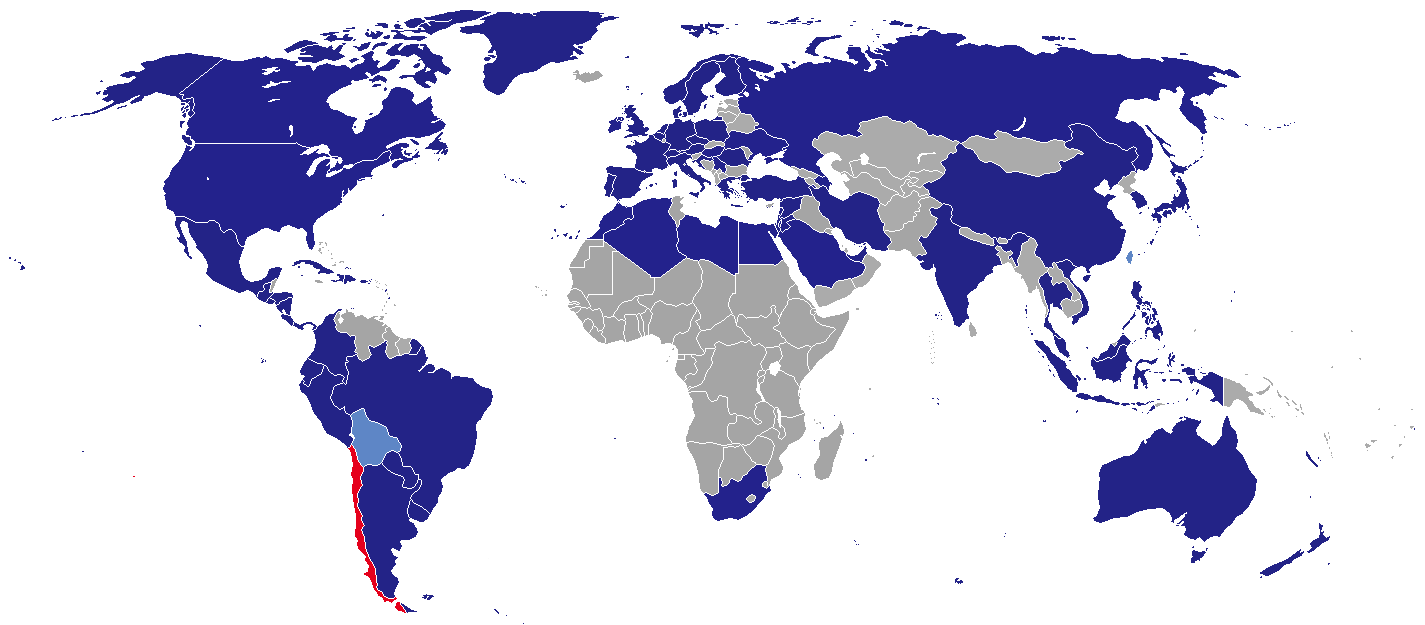
البعثات الدبلوماسية في تشيلي.

هذه قائمة البعثات الدبلوماسية في تشيلي. يوجد حاليًا 72 سفارة في سانتياغو دي تشيلي ، والعديد من البلدان لديها قنصليات في مدن تشيلية أخرى (لا تشمل القنصليات الفخرية).

## البعثات الدبلوماسية فيسانتياغو دي تشيلي

### السفارات
- الجزائر
- الأرجنتين
- أستراليا
- النمسا
- أذربيجان
- بلجيكا
- البرازيل
- كندا
- الصين
- كولومبيا
- كوستاريكا
- كرواتيا
- كوبا
- التشيك
- الدنمارك
- جمهورية الدومينيكان
- الإكوادور
- مصر
- السلفادور
- فنلندا
- فرنسا
- ألمانيا
- اليونان
- غواتيمالا
- هايتي
- الكرسي الرسولي
- هندوراس
- المجر
- الهند
- إندونيسيا
- إيران
- إيرلندا
- إسرائيل
- إيطاليا
- اليابان
- الأردن
- الكويت
- لبنان
- ليبيا
- ماليزيا
- المكسيك
- المغرب
- هولندا
- نيوزيلندا
- نيكاراغوا
- النرويج
- فلسطين
- بنما
- باراغواي
- بيرو
- الفلبين
- بولندا
- البرتغال
- رومانيا
- روسيا
- المملكة العربية السعودية
- جنوب أفريقيا
- جمهورية كوريا
- فرسان مالطا
- إسبانيا
- السويد
- سويسرا
- سوريا
- تايلاند
- تركيا
- أوكرانيا
- الإمارات العربية المتحدة
- المملكة المتحدة
- الولايات المتحدة
- أوروجواي
- فنزويلا
- فيتنام

### بعثات أو وفود أخرى
- الاتحاد الأوروبي (مفوضية)
- تايوان (المكتب التجاري)

## صور بعض السفارات

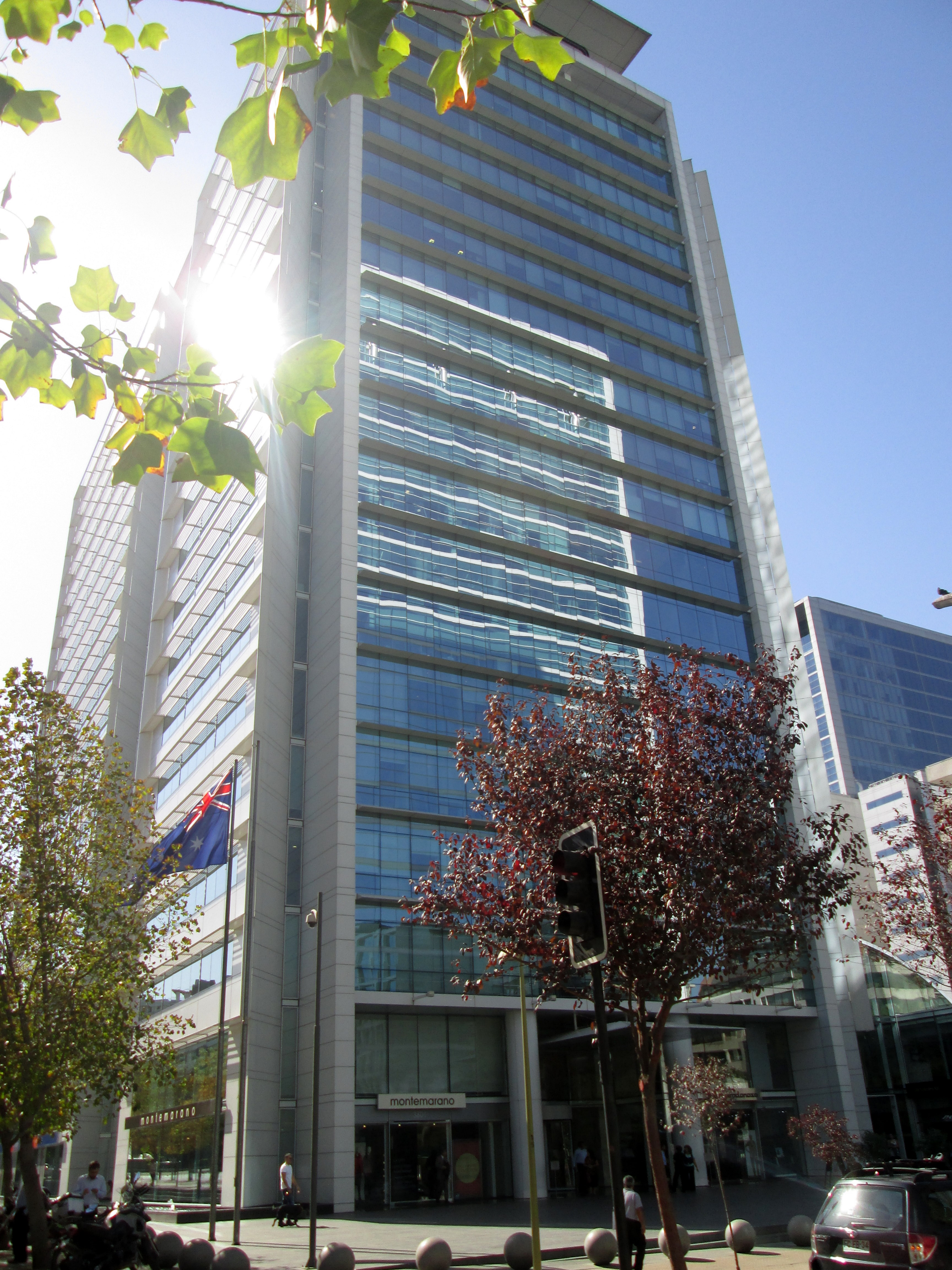
سفارة استراليا
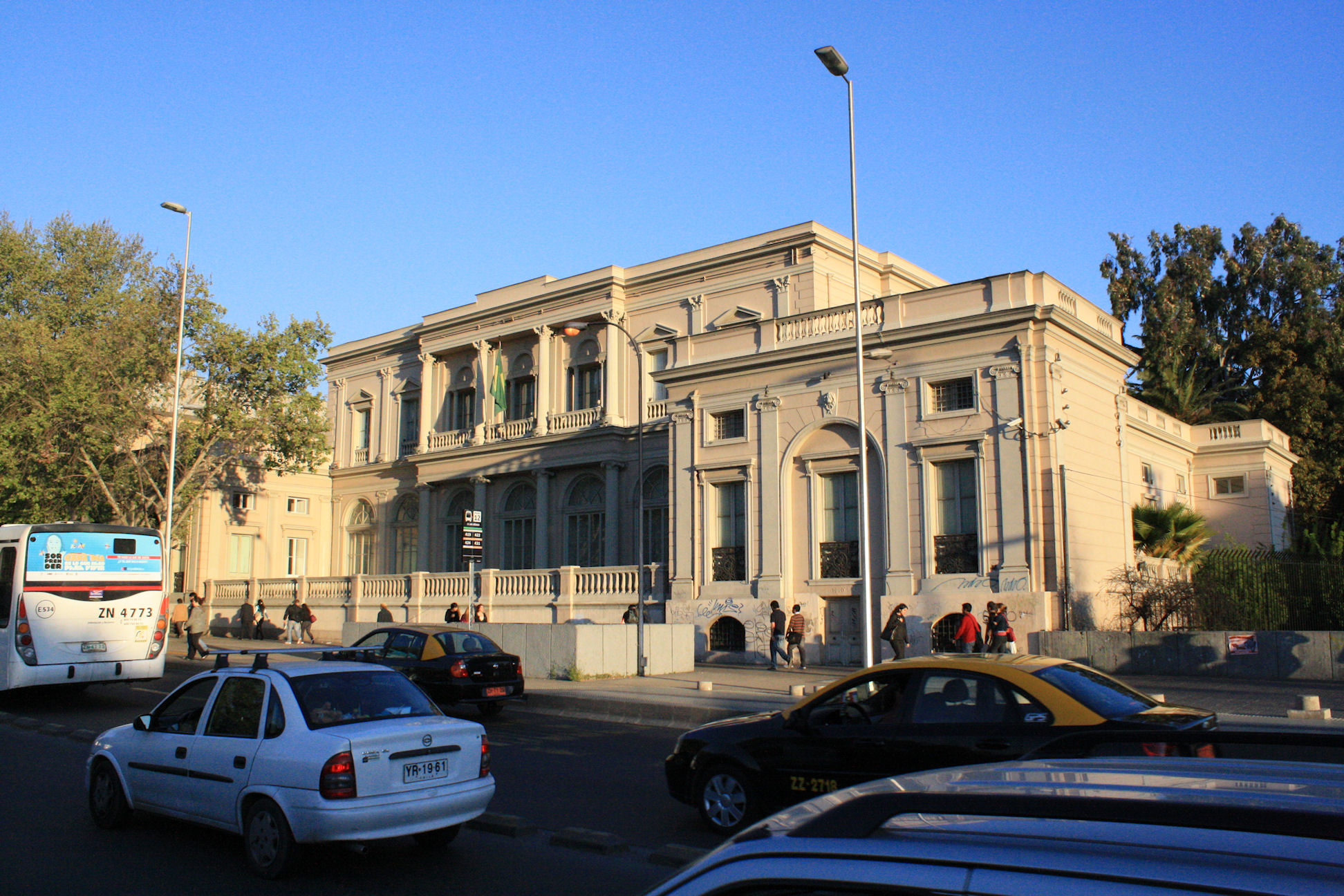
سفارة البرازيل
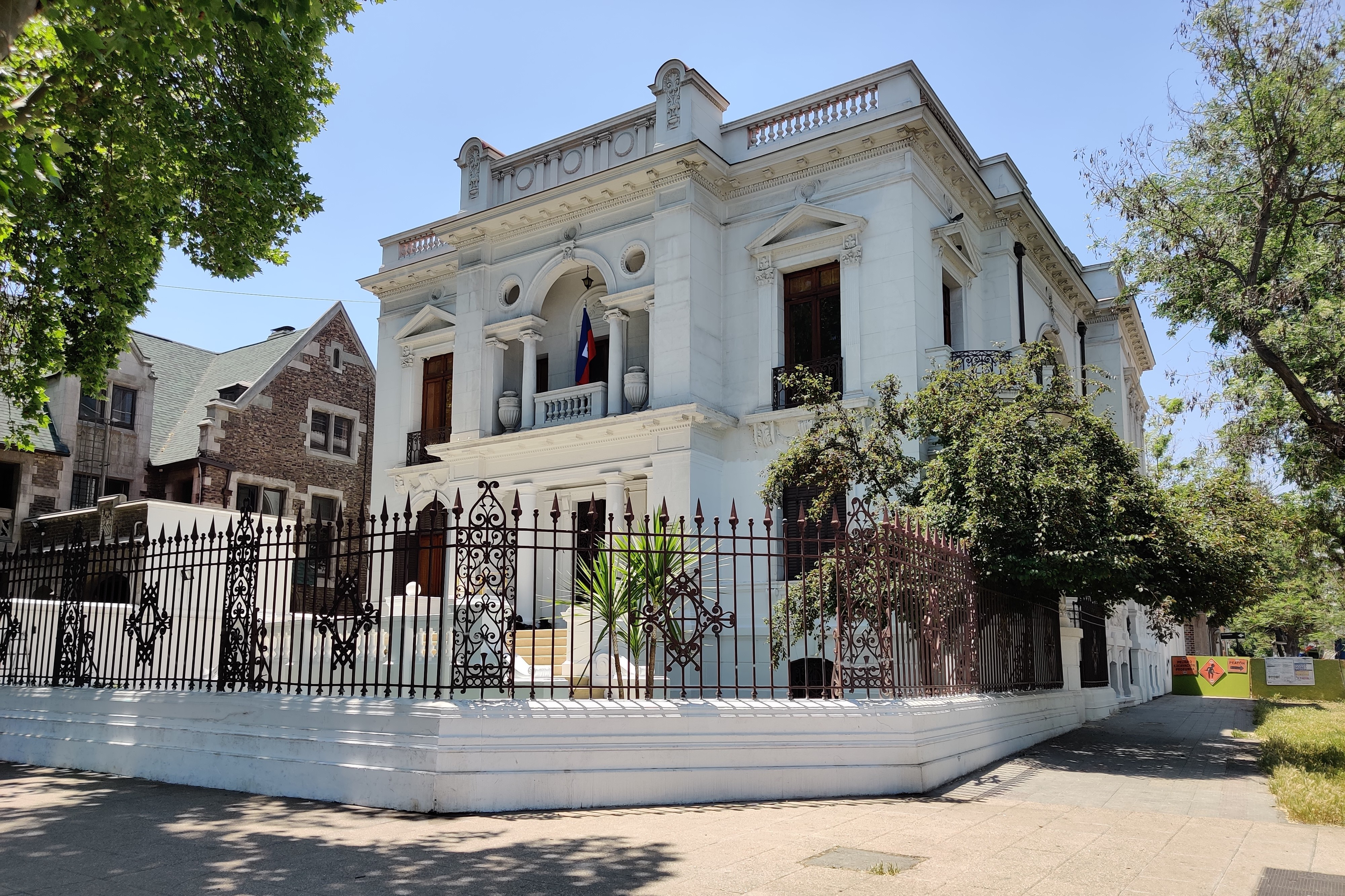
مقر إقامة سفارة هايتي
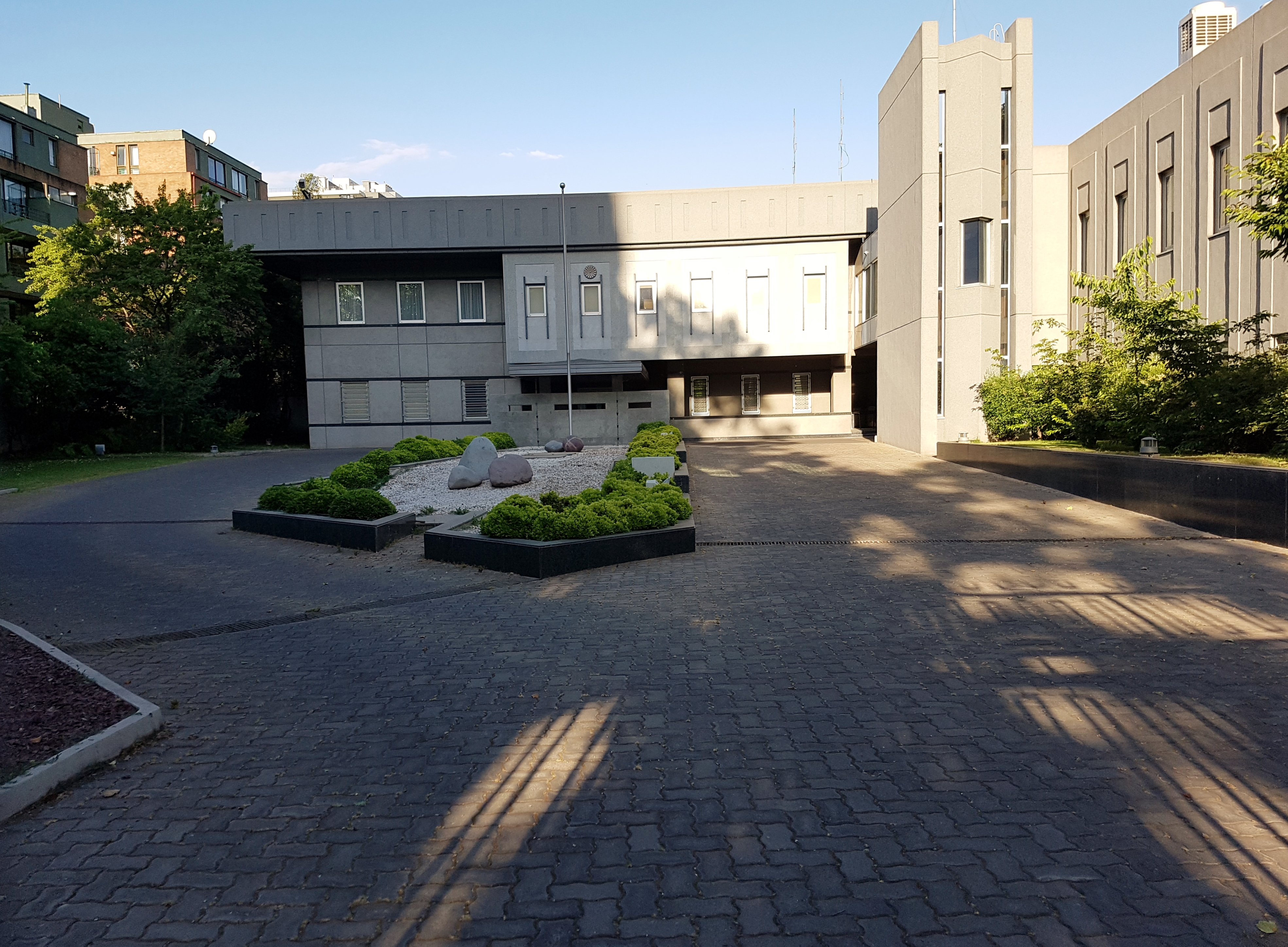
سفارة اليابان
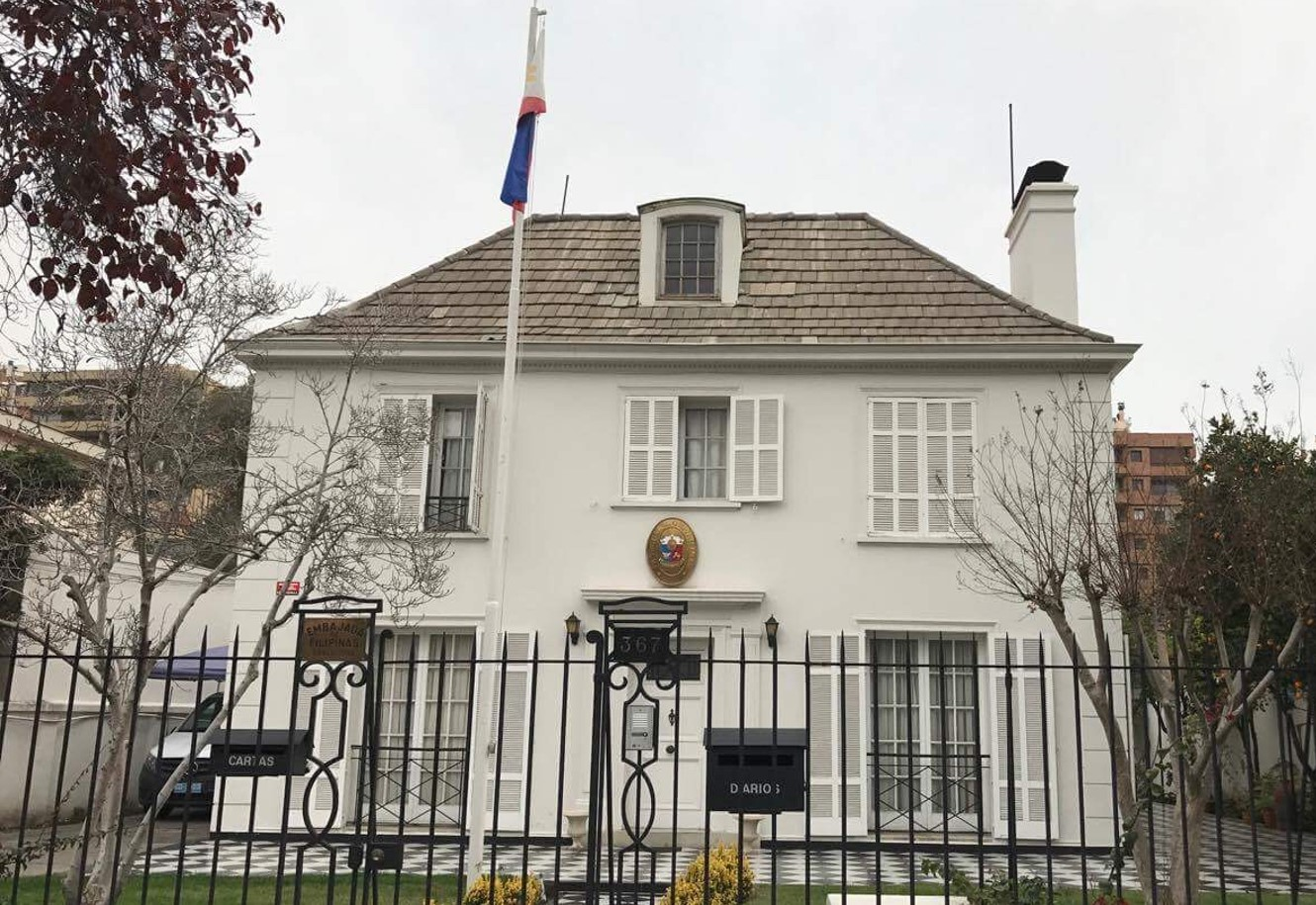
سفارة الفلبين
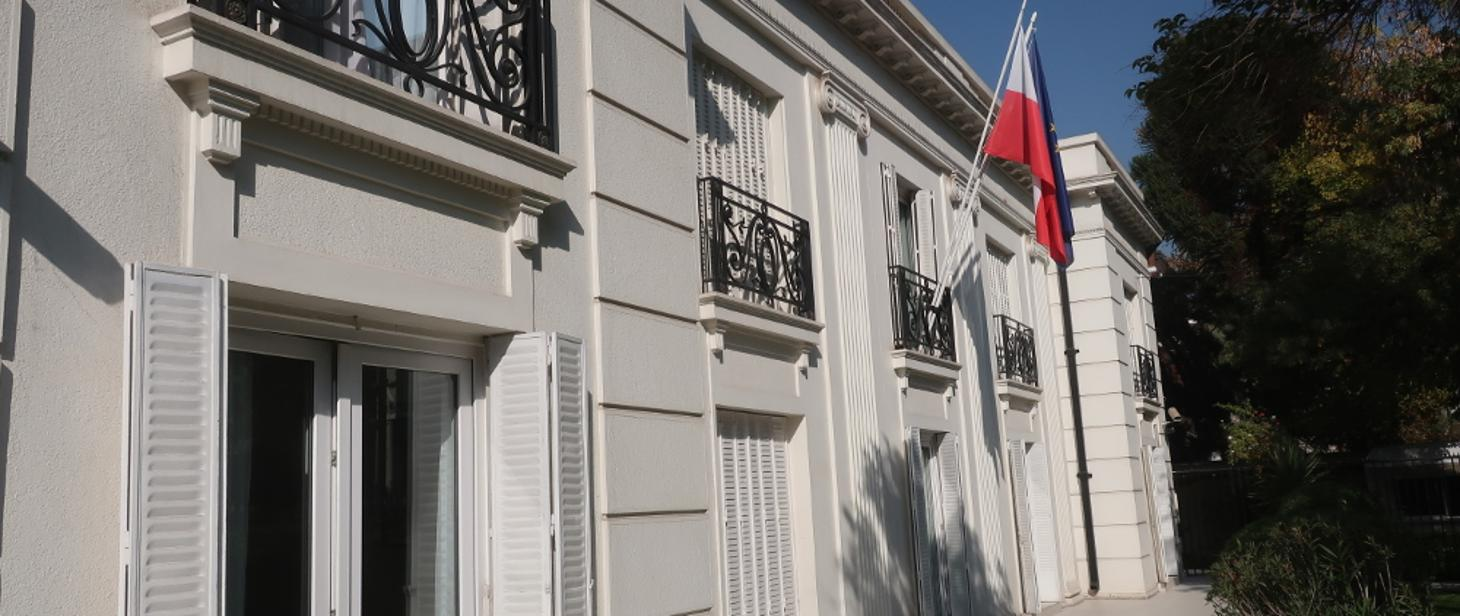
سفارة بولندا
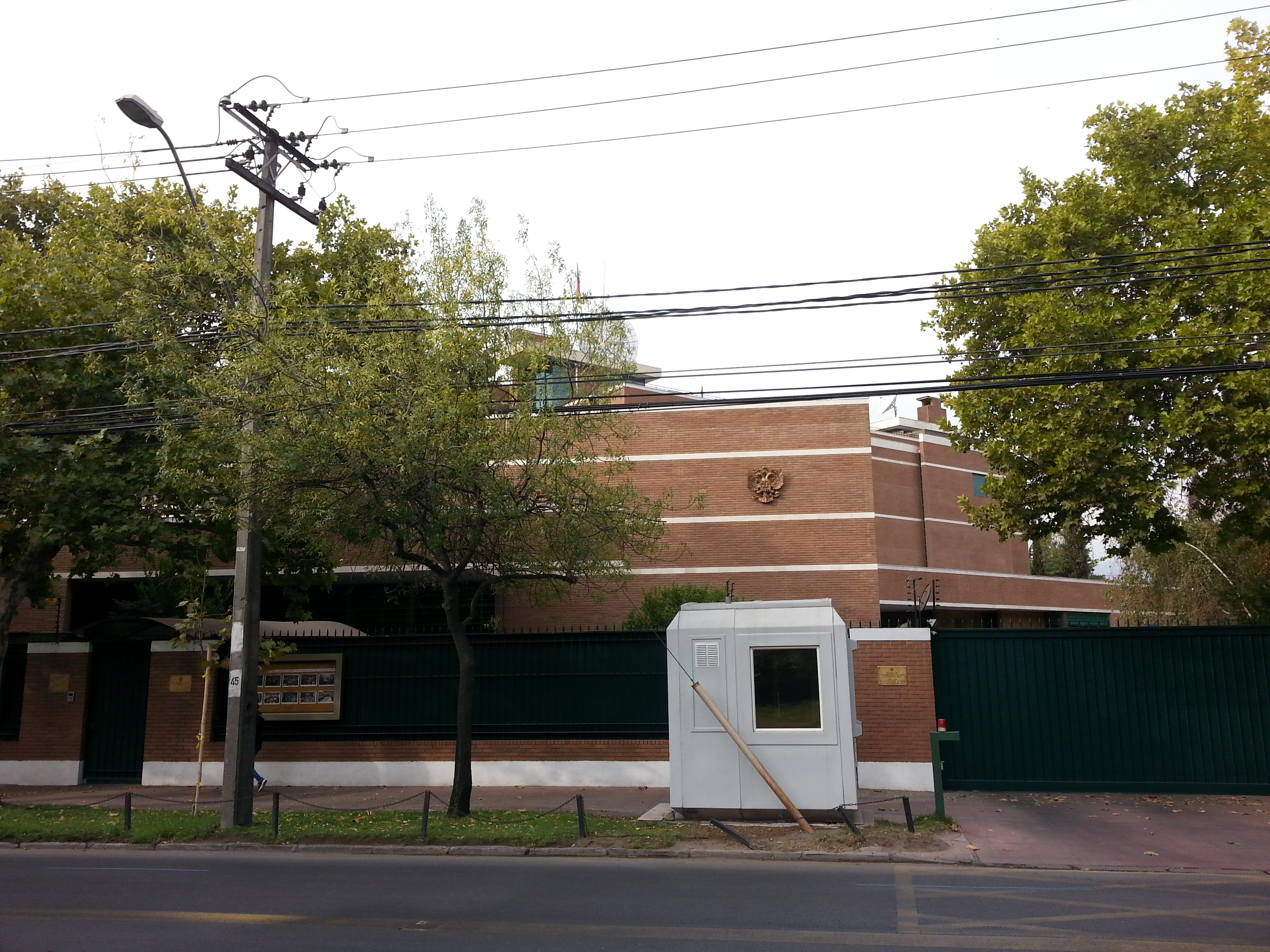
سفارة روسيا
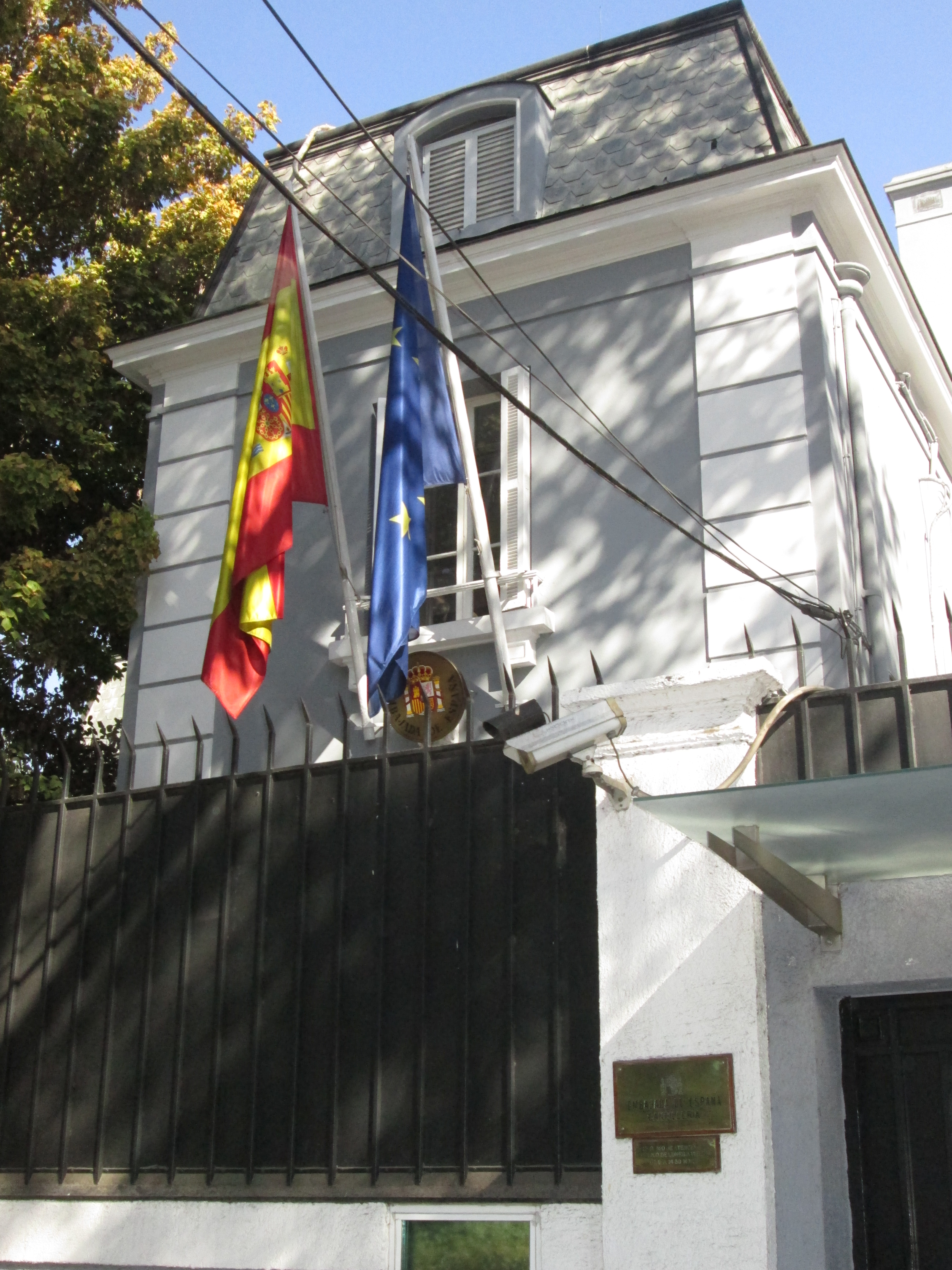
سفارة إسبانيا
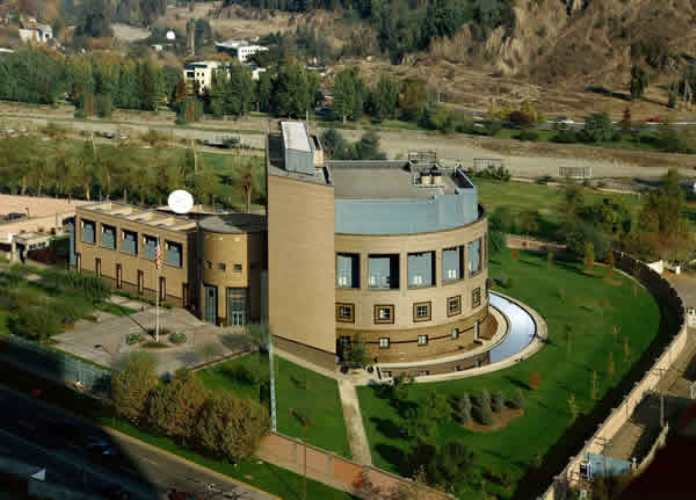
سفارة الولايات المتحدة

## السفارات غير المقيمة المعتمدة لدى تشيلي
بعثات مقيمة في برازيليا ما لم يذكر خلاف ذلك:
- أفغانستان (أوتاوا)
- ألبانيا (بوينس آيرس)
- أنغولا
- أنتيغوا وباربودا (كنغستون)
- أرمينيا (بوينس آيرس)
- البهاما (كينغستون)
- بنغلادش
- باربادوس
- بيلاروسيا (بوينس آيرس)
- بنين
- بوتسوانا
- بروناي (كانبرا)
- بلغاريا (بوينس آيرس)
- بوركينا فاسو (واشنطن)
- بورما
- قبرص
- غينيا الاستوائية
- إستونيا (تالين)
- إسواتيني (واشنطن)
- فيجي
- الغابون
- جورجيا (بوينس آيرس)
- غانا
- غرينادا (كاراكاس)
- غينيا
- غيانا
- أيسلندا (واشنطن)
- ساحل العاج
- جامايكا
- كينيا
- ليسوتو (نيويورك)
- ملاوي
- جزر المالديف (نيويورك)
- مالي (واشنطن)
- مالطا (فاليتا)
- جزر مارشال (واشنطن)
- منغوليا (هافانا)
- موزمبيق
- ناميبيا
- نيبال
- نيجيريا (بوينس آيرس)
- كوريا الشمالية
- سلطنة عمان (واشنطن)
- باكستان (بوينس آيرس)
- قطر (بوينس آيرس)
- رواندا (واشنطن)
- سيراليون (نيويورك)
- صربيا (بوينس آيرس)
- سنغافورة
- سلوفاكيا (بوينس آيرس)
- سلوفينيا (بوينس آيرس)
- سريلانكا
- السودان
- الصومال (واشنطن)
- سورينام
- جنوب السودان (واشنطن)
- توغو
- تنزانيا
- تونغا (نيويورك)
- ترينيداد وتوباغو
- تونس (بوينس آيرس)
- أوغندا (واشنطن)
- زامبيا
- زيمبابوي

## البعثات القنصلية

### سانتياغو
- بوليفيا (القنصلية العامة)

### أنتوفاغاستا
- الأرجنتين (قنصلية)
- بوليفيا (القنصلية)
- كولومبيا (القنصلية العامة)

### أريكا
- بوليفيا (القنصلية العامة)
- بيرو (القنصلية العامة)

### كالاما
- بوليفيا (القنصلية)

### كونثبثيون
- الأرجنتين (قنصلية)

### إيكويكو
- بوليفيا (القنصلية)
- الصين (القنصلية العامة) [1]
- باراغواي (قنصلية)
- بيرو (القنصلية العامة)

### بونتا أريناس
- الأرجنتين (القنصلية العامة)

### بويرتو مونت
- الأرجنتين (قنصلية)

### فالبارايسو
- الأرجنتين (القنصلية العامة)
- بنما (القنصلية العامة)

## البعثات المنتهية
| المدينة المضيفة | الدولة المرسلة | مستوى البعثة | سنة انتهاء المهمة | مصدر        |
| --------------- | -------------- | ------------ | ----------------- | ----------- |
| سانتياغو        | بلغاريا        | سفارة        | 2011              | [ 2 ] [ 3 ] |
| سانتياغو        | العراق         | سفارة        |                   |             |
| سانتياغو        | نيجيريا        | سفارة        |                   |             |
| سانتياغو        | باكستان        | سفارة        | 2014              | [ 4 ]       |
| سانتياغو        | سلوفاكيا       | سفارة        | 2004              | [ 5 ]       |
| سانتياغو        | زامبيا         | سفارة        |                   | [ 6 ]       |
| أريكا           | الأرجنتين      | قنصلية       | 1990              | [ 7 ]       |
| فالبارايسو      | بيرو           | قنصلية عامة  | 2020              | [ 8 ]       |